# Gustave Charpentier
Gustave Charpentier [ɡystaːv ʃaʁpɑ̃tje] (Dieuze, 1860. június 25. – Párizs, 1956. február 18.) francia zeneszerző. A zenetörténet híres „egyműves szerzőinek” egyike. 1900-ban bemutatott Louise c. operájának világhíre máig tart, de egyéb szerzeményei teljes feledésbe merültek.

## Élete

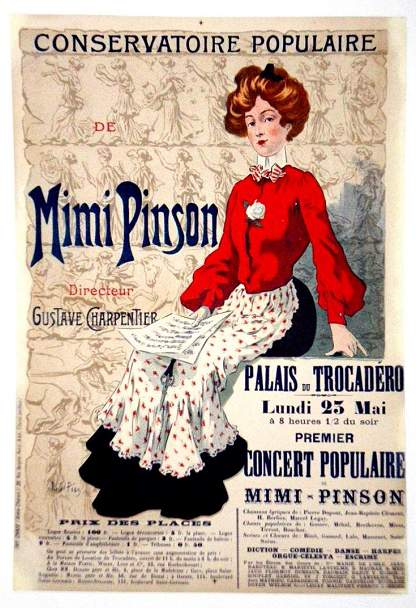
A munkás-zeneiskola egyik koncertjének plakátja

Gyermekkora nagy szegénységben telt. Édesapja egy pék volt. Családja a frankfurti béke után Tourcoing-ba költözött, ahonnan az elöljáróság pénzbeli támogatásával a lille-i konzervatóriumba mehetett hegedűt és összhangzattant tanulni. Olyan jó eredményt ért el, hogy a párizsi Conservatoire-on képezhette tovább magát Jules Massenet osztályában. 1887-ben elnyerte a Római Díjat a Didon kantátával. Az Olaszországból hazaküldött Impressions d'Italie (Itáliai benyomások) című zenekari szvitje volt első nagysikerű műve. 1892-ben mutatták be saját szövegére írt „szimfonikus drámáját”, a La Vie de poète-et (A költő élete), ami témájában már megelőlegezi a Louise-t. Következő jelentősebb szerzeménye a Les Impressions fausses (Megtévesztő benyomások) baritonszólóra, férfikarra és zenekarra 1895-ből.

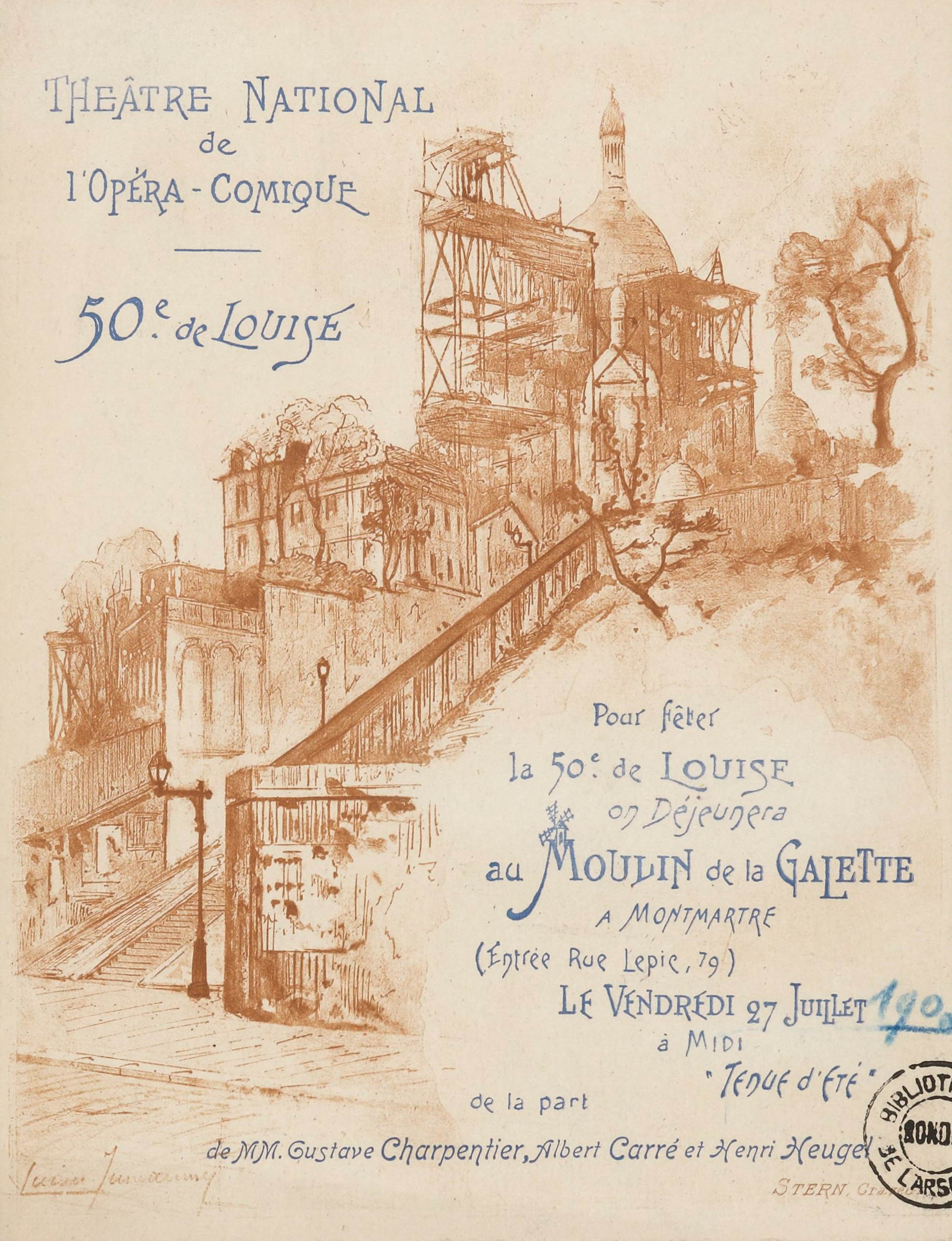
Az Opéra-Comique 50. előadásának plakátja

Hosszú időn át tervezgetett operájának témája, a Montmartre proletárjainak, bohémjeinek élete kávéházi beszélgetésekből származik, szokatlan módon, irodalmi előzménye nincs. A librettó Charpentier saját munkája ismét. Louise, a ruhagyári varrólány négy felvonáson át örlődik a szemközt lakó, hasonlóan szegény költő szerelme és apja tiltása között. Ezt színezi ki sok életkép a párizsi „nyomorultak” világából. A zenében keveredik az olasz verizmus franciává szelidített formája Massenet stílusával, de Wagner hatása, különösen a Trisztáné is kimutatható. Az opera 1898-ra teljesen elkészült, de a bemutatóra készülő Opéra-Comique igazgatója a 20. század „nyitányának” szánta a Louise-t, ezért a premierre 1900. február 2-ig várni kellett. Már ekkor óriási sikere volt, csak itt az ezredik előadás közelébe jutott a szerző életében. A következő években három földrészen söpört végig a roman musical (zenés regény, ahogy Charpentier meghatározta a műfaját) sikere. Budapesten megbukott a Lujza. Az Opera a komponista jelenlétében 1901. március 28-án bemutatta, és négy hét múlva, öt előadás után levette műsoráról. (A magyar közönséggel Massenet-nak se volt sokkal nagyobb szerencséje.)
1902-ben egy újabb jelentős szerzemény bemutatója volt. Victor Hugo születésének centenáriumára írta Le Chant d'Apothéose (Magasztaló ének) című művét szólisták énekkarra és zenekarra. Ennek az évnek azonban a fő eseménye, hogy megalapította Conservatoire populaire de Mimi Pinson nevű ingyenes zeneiskoláját munkások részére. Charpentier soha nem felejtette el, hogy honnan jött, egész életében szívén viselte a szegények, a proletárok sorsát. Módos emberré válva sokat jótékonykodott.
1913-ban megpróbálta a Louise sikerét megismételni. Julien, ou La Vie de poète (Julien, avagy a költő élete) címmel – ismét saját szövegére – megírta az előző opera folytatását. Zenéjében több az impresszionista elem, mint az előzményben, de ez a mű még az Opéra-Comique közönségének sem kellett. A következő évben a Metropolitan Opera sztárszereposztásban színre vitte, de ott is csak egy-két előadást ért meg. Ez a kudarc elvette a kedvét a komponálástól, több mint negyven évvel később bekövetkezett haláláig csak néhány szerzemény került ki tolla alól, de ezek egy része is csak töredék.

## Díjai, elismerései
- 1887 — Római Díj
- 1930 — Francia Köztársaság Becsületrendje, parancsnoki rang
- 1950 — Francia Köztársaság Becsületrendje, főtiszti méltóság

## Kották
- Charpentier, Gustave. International Music Score Library Project. (Hozzáférés: 2019. május 17.)